# Биа
 Тази статия е за богинята.  За хранилището за документи вижте Български исторически архив.  За други значения вижте Биа (пояснение).
Биа (на гръцки: βία – „сила“) е божествено олицетворение на силата, като дъщеря на Палант и Стикс. Принадлежи към поколението на титаните, сестра на Зелос, Нике и Кратос, спътница на Зевс.